# 高速道路株式会社法
高速道路株式会社法（こうそくどうろかぶしきがいしゃほう、平成16年6月9日法律第99、）は、道路関係4公団を民営化した6つの株式会社の事業の範囲に関する日本の法律である。通称は高速道路会社法。
2004年（平成16年）6月9日に公布された。所管官庁は国土交通省道路局高速道路課。

## 概要
いわゆる道路公団民営化の議論を経て成立した法律であり、「道路関係4公団民営化関係4法」と総称される法律の一つである。残りの3法は以下。
- 独立行政法人日本高速道路保有・債務返済機構法
- 日本道路公団等の民営化に伴う道路関係法律の整備等に関する法律
- 日本道路公団等民営化関係法施行法

本法の内容は、先例とされた国鉄分割民営化時の「旅客鉄道株式会社及び日本貨物鉄道株式会社に関する法律（JR会社法）」の内容を基本的に踏襲している。ただし、発行株式の 1/3 を政府（首都・阪神・本四連絡は地方公共団体も含む）保有と明記したり、事業内容を細かく規定しているなど、JR会社法より規制色の強い内容となっている。

## 設立された会社
- 日本道路公団→NEXCO
  - 主に北海道や東北地方、関東地方や信越地方などのエリア→東日本高速道路（NEXCO東日本）
  - 主に東海地方や関東地方、北陸地方などのエリア→中日本高速道路（NEXCO中日本）
  - 主に近畿地方や中国地方、四国地方や九州地方と沖縄などのエリア→西日本高速道路（NEXCO西日本）
  - 日本道路公団は、国鉄同様、地域別に分社化されて民営化した。
- 本州四国連絡橋公団→本州四国連絡高速道路(JB本四高速)
  - （附則第2条の規定により、同社が事業を営む高速道路に係る機構の債務が相当程度減少し、かつ、同社の経営の安定性の確保が確実になった時においてNEXCO西日本と合併することとされている。）
- 首都高速道路公団→首都高速道路株式会社
- 阪神高速道路公団→阪神高速道路株式会社

## 法律の構成
- 第1章 総則（第1条 - 第4条）
- 第2章 事業等（第5条 - 第14条）
- 第3章 雑則（第15条 - 第17条）
- 第4章 罰則（第18条 - 第23条）
- 附則